# INI (음악 그룹)
INI(아이엔아이, あいえぬあい 아이에누아이[*])는 일본의 7인조 보이 그룹이다.

## 활동

### 2021년: 데뷔
6월 13일, 대한민국의 아이돌 그룹 오디션인 프로듀스 101 시리즈의 일본판의 두 번째 시즌인 “PRODUCE 101 JAPAN 시즌2”에서 국민 투표 (시청자 투표)를 통해서 최종 선발된 11명으로 결성되었다.

## 구성원
| 이름           | 소개 |
| -------------- | --- |
| 이케자키리히토 | - 이름: 이케자키 리히토(池﨑理人) - 생년월일: 2001년 8월 30일(23세) - 출신지: 일본 후쿠오카현                                                                                        |
| 오자키 타쿠미  | - 이름: 오자키 타쿠미(尾崎匠海 오자키 다쿠미[*]) - 생년월일: 1999년 6월 14일(25세) - 출신지: 일본 오사카부                                                                           |
| 키무라마사야   | - 이름: 키무라 마사야(木村柾哉 기무라 마사야[*]) - 생년월일: 1997년 10월 10일(27세) - 출신지: 일본 아이치현                                                                          |
| 고토 타케루    | - 이름: 고토 타케루(後藤威尊 고토 다케루[*]) - 생년월일: 1999년 6월 3일(25세) - 출신지: 일본 오사카부                                                                                |
| 사노유다이     | - 이름: 사노 유다이(佐野雄大) - 생년월일: 2000년 10월 10일(24세) - 출신지: 일본 오사카부                                                                                             |
| 쉬펑판         | - 이름: 쉬펑판(중국어 간체자: 许丰凡, 정체자: 許豐凡, 병음: Xǔ Fēng Fán, 한자음: 허풍범, 일본어: 許豊凡 슈휀환[*]) - 생년월일: 1998년 6월 12일(26세) - 출신지: 중화인민공화국 저장성 |
| 타카츠카히로무 | - 이름: 타카츠카 히로무(髙塚大夢 다카쓰카 히로무[*]) - 생년월일: 1999년 4월 4일(26세) - 출신지: 일본 도쿄도                                                                          |
| 타지마쇼고     | - 이름: 타지마 쇼고(田島将吾 다지마 쇼고[*]) - 생년월일: 1998년 10월 13일(26세) - 출신지: 일본 도쿄도                                                                                |
| 니시히로토     | - 이름: 니시 히로토(西洸人) - 생년월일: 1997년 6월 1일(27세) - 출신지: 일본 가고시마현                                                                                               |
| 후지마키쿄스케 | - 이름: 후지마키 쿄스케(藤牧京介 후지마키 교스케[*]) - 생년월일: 1999년 8월 10일(25세) - 출신지: 일본 나가노현                                                                       |
| 마츠다진       | - 이름: 마츠다 진(松田迅 마쓰다 진[*]) - 생년월일: 2002년 10월 30일(22세) - 출신지: 일본 오키나와현 오키나와시                                                                       |

## 수상 목록
- 2021년 엠넷 아시안 뮤직 어워즈 페이보릿 아시안 아티스트상
- 2023년 엠넷 아시안 뮤직 어워즈 페이보릿 아시안 메일 그룹상
- 2024년 엠넷 아시안 뮤직 어워즈 페이보릿 아시안 남자 그룹상